# .45 ACP
 (octobre 2018).
Si vous disposez d'ouvrages ou d'articles de référence ou si vous connaissez des sites web de qualité traitant du thème abordé ici, merci de compléter l'article en donnant les références utiles à sa vérifiabilité et en les liant à la section « Notes et références ».
Le .45 ACP (Automatic Colt Pistol) ou .45 Auto, ou encore 11,43, est un calibre de cartouche développé par John Browning en 1904 pour son prototype de pistolet semi-automatique .45, qui donnera naissance au Colt M1911 (« Colt 45 ») en 1911.
Cette munition de 0.45 pouce de diamètre est surtout employée aux États-Unis où elle constitue une solide tradition. De nombreux pistolets et quelques pistolets mitrailleurs sont chambrés pour cette munition. Cette munition est également tirée dans quelques revolvers à l'aide de clips, notamment les Smith & Wesson M1917 et 625.

## Description
La désignation .45 renvoie à des pouces (0,45 pouce soit 45 centièmes de pouce), ce qui correspond à un diamètre de balle de 11,43 mm. La désignation métrique de la munition est 11,43 × 23 mm. Elle est appelée « 11,25 mm » en Argentine et en Norvège.

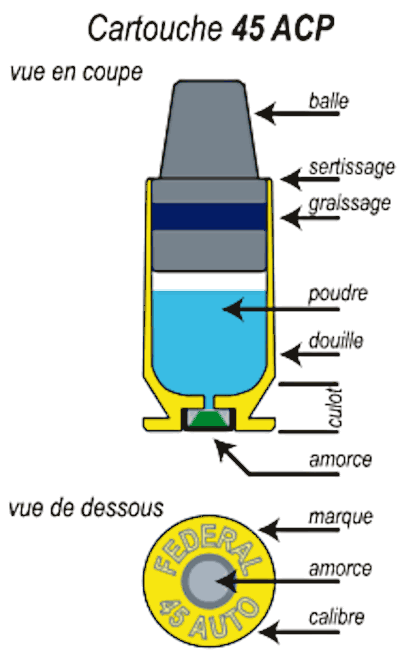
Dessin à l'échelle d'une cartouche de .45 ACP (11,43 métrique) avec une balle plomb semi-wadcutter de 200 grains (généralement utilisée pour le tir sportif).

Dérivée du .38 ACP, elle répondit à la demande expresse de la cavalerie américaine qui avait testé au tout début des années 1900 des revolvers de calibre 9 mm en remplacement de ses modèles chambrés en .45 Colt (également nommé .45 Long Colt). Colt et Browning travaillaient en 1904 sur une arme chambrée en .41, soit un calibre d'environ 10 mm, qu'ils déclinèrent en 1905 en .45 sur la demande de la cavalerie. La première munition, comprenant une balle de 13 g animée d'une vitesse à la bouche de 275 m/s, laissa rapidement place à une balle de 15 g à 260 m/s.
Le .45 ACP, en raison de sa balle lourde et lente, provoque un recul (c'est-à-dire une quantité de mouvement) important comparativement à l'énergie cinétique qu'il développe. Son diamètre élevé limite la capacité des armes (le chargeur d'un Colt M1911 ne contient que 7 cartouches) et nécessite plus de ressources de production, ce qui constitue un inconvénient important en temps de guerre. Sa faible vélocité fut un inconvénient majeur durant la Seconde Guerre mondiale car elle limitait la portée des pistolets mitrailleurs américains tels que le M1 et le M3A1 à une cinquantaine de mètres, soit une allonge environ deux fois inférieure à celle du MP40 utilisé par les forces allemandes.
Toutefois, l'importance de son calibre et sa puissance modérée présentent plusieurs avantages :
- son projectile de fort diamètre transmet, à taux d'expansion égal, davantage d'énergie à la cible qu'un plus petit calibre. Cela augmente les chances d'endommager un organe vital, ce qui se traduit par un bon pouvoir d'arrêt ;
- sa puissance modérée ne provoque pas d'importantes flammes de bouche et détonation ;
- elle développe une pression en chambre inférieure à celle d'autres munitions d'armes de poing donc ménage l'arme comme le tireur (en causant un recul moins violent que les munitions comparables) ;
- elle réduit la capacité du projectile à traverser la cible, fait intéressant car un blessé nécessitera alors une intervention médicale plus lourde, un chirurgien devant extraire la balle qui ne sera pas ressortie d'elle-même ;
- sa balle ayant une vitesse sub-sonique rend possible l'utilisation efficace d'un modérateur de son sans besoin d'utiliser des cartouches spécifiques.

Véritable tradition américaine, elle est en concurrence avec le 9 mm Parabellum qui a tendance à s'imposer dans les armées. L'armée américaine abandonna ainsi le vénérable Colt M1911 pour le M9 au cours des années 1980 à la suite de quoi de nombreuses unités spéciales se dotèrent à nouveau d'armes chambrées en .45 ACP.

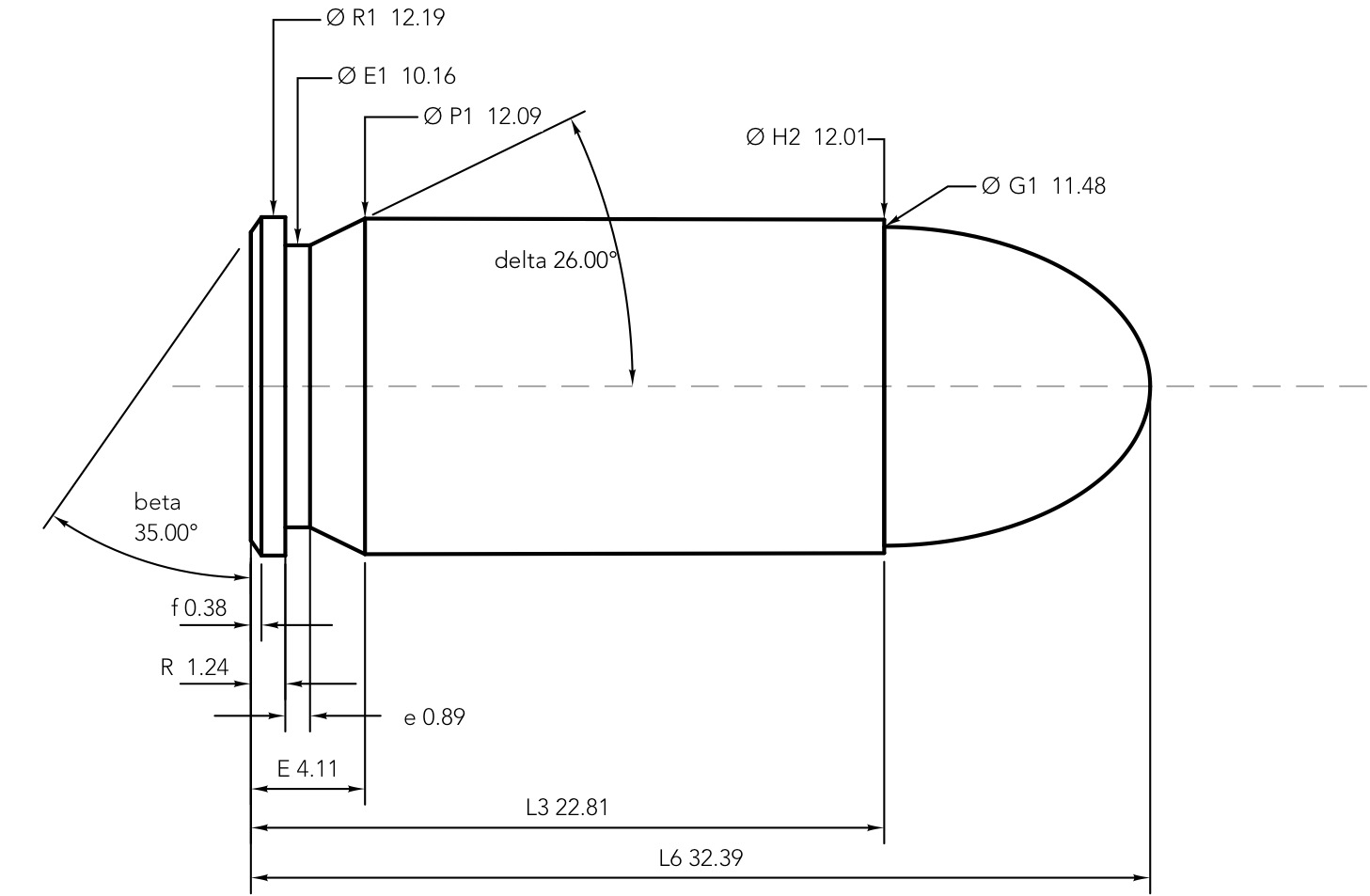
Dimensions de la balle .45 ACP.

## Quelques armes chambrées en .45 ACP

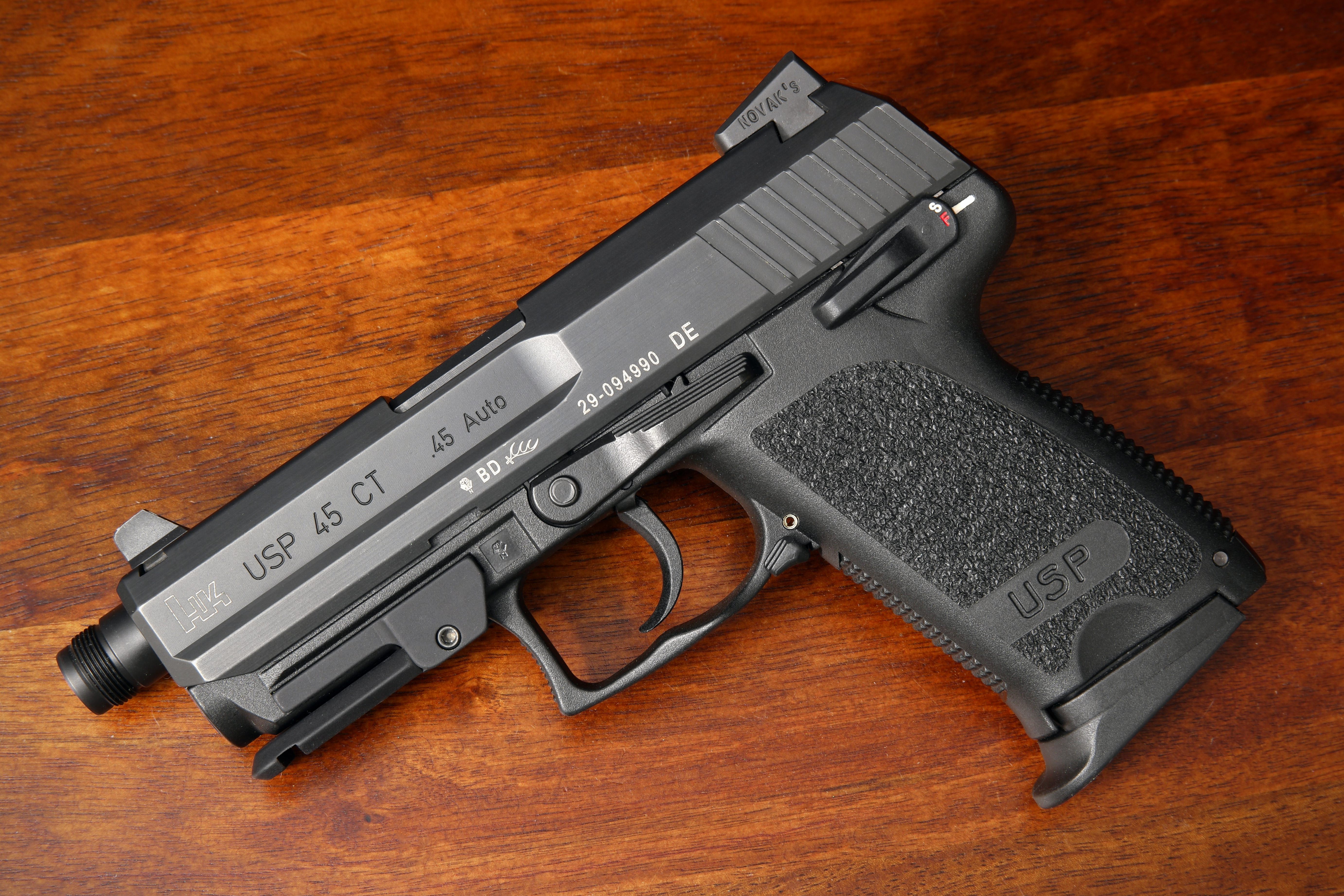
H&K USP.
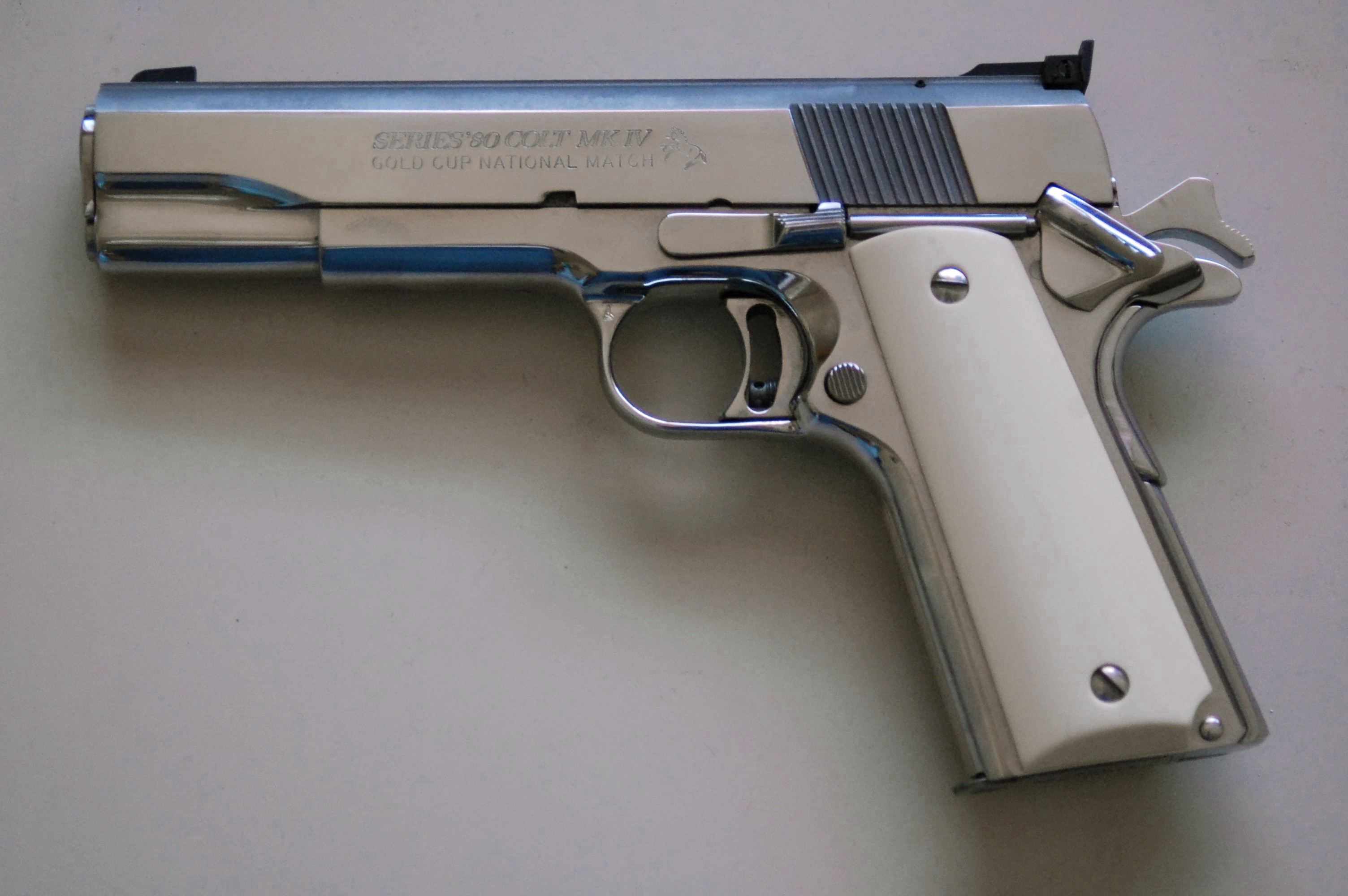
Colt 1911 Gold Cup.
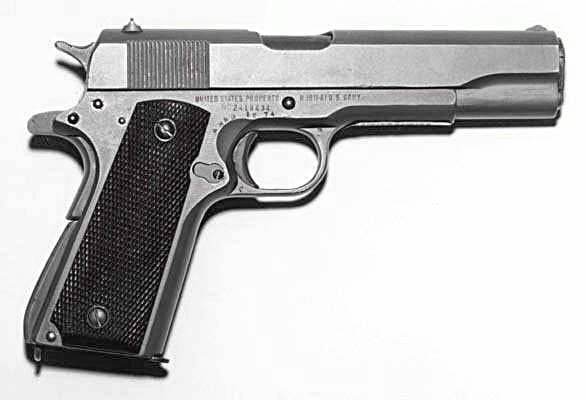
Colt 1911A1
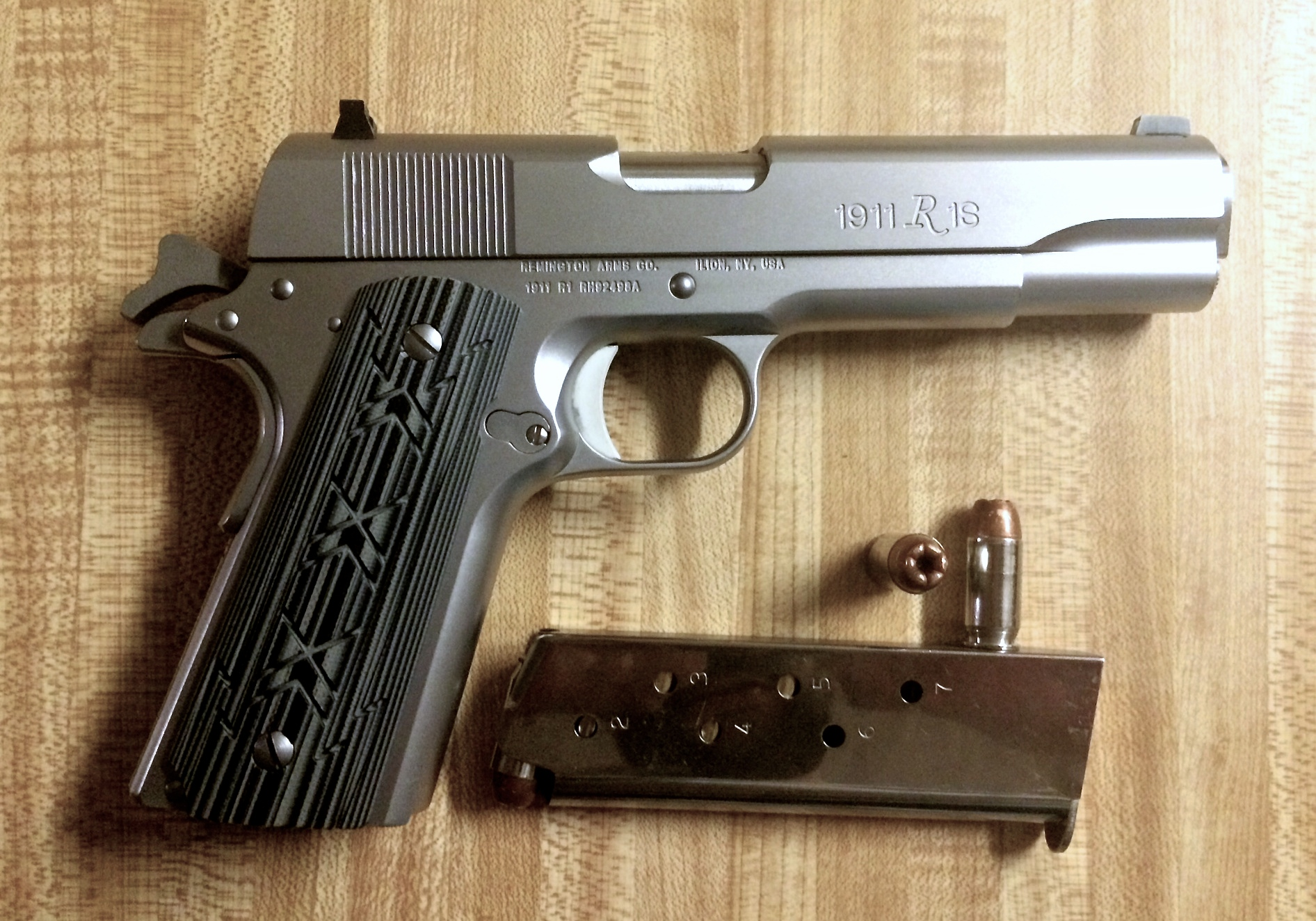
Remington 1911 R1.

## Comparaisons du .45 ACP
Le tableau suivant présente les caractéristiques balistiques des munitions d'armes de poing les plus connues. La performance utile typique se base sur les caractéristiques des munitions standard du marché les plus fréquemment rencontrées, ceci à titre de comparaison.
La performance d'une munition, c'est-à-dire son impact sur la cible, s'exprime en joules (J) selon la formule {\displaystyle E={\frac {1}{2}}m\cdot v^{2}} où m est la masse et v la vitesse de la balle.
Le recul ressenti dans l'arme se mesure par la quantité de mouvement exprimée en kg m/s selon la formule {\displaystyle Q=m\cdot v} (Énergie cinétique).
Ainsi une munition de calibre .45 ACP a une performance comparable à une munition de 9 mm Luger (environ 510 J), mais provoque un recul supérieur (3,87 kg m/s contre 2,89 kg m/s).
|                                        | Données balistiques (munitions du marché) | Données balistiques (munitions du marché) | Données balistiques (munitions du marché) | Données balistiques (munitions du marché) | Données balistiques (munitions du marché) | Données balistiques (munitions du marché) | Données balistiques (munitions du marché) | Données balistiques (munitions du marché) | Données balistiques (munitions du marché) | Données balistiques (munitions du marché) | Performance utile typique | Performance utile typique | Performance utile typique | Performance utile typique |
| Caractéristique                        | Diamètre balle                            | Diamètre balle                            | Longueur cartouche                        | Longueur étui                             | Poids balle                               | Poids balle                               | Vitesse min                               | Vitesse max                               | Énergie min                               | Énergie max                               | Poids                     | Vitesse                   | Énergie                   | Recul                     |
| -------------------------------------- | ----------------------------------------- | ----------------------------------------- | ----------------------------------------- | ----------------------------------------- | ----------------------------------------- | ----------------------------------------- | ----------------------------------------- | ----------------------------------------- | ----------------------------------------- | ----------------------------------------- | ------------------------- | ------------------------- | ------------------------- | ------------------------- |
| unité                                  | mm                                        | pouce                                     | mm                                        | mm                                        | g                                         | grain                                     | m/s                                       | m/s                                       | J                                         | J                                         | grain                     | m/s                       | J                         | kg m/s                    |
| Munitions de pistolet semi-automatique |                                           |                                           |                                           |                                           |                                           |                                           |                                           |                                           |                                           |                                           |                           |                           |                           |                           |
| .22 LR                                 | 5,56                                      | .223                                      | 25,40                                     | 15,60                                     | 1,9 - 2,6                                 | 30 - 40                                   | 370                                       | 500                                       | 180                                       | 260                                       | 32                        | 440                       | 200                       | 0,91                      |
| 7,65 mm Browning                       | 7,94                                      | .313                                      | 25                                        | 17,30                                     | 4-5                                       | 62-77                                     | 280                                       | 335                                       | 170                                       | 240                                       | 73                        | 318                       | 239                       | 1,50                      |
| 7,62 × 25 mm TT                        | 7.85                                      | .309                                      | 35.20                                     | 25                                        | 5,5                                       | 85                                        | 376                                       | 482                                       | 390                                       | 655                                       | 85                        | 420                       | 540                       | 3,20                      |
| 9 mm court                             | 9,01                                      | .355                                      | 25                                        | 17,30                                     | 6                                         | 90                                        | 290                                       | 350                                       | 280                                       | 360                                       | 90                        | 300                       | 260                       | 1,72                      |
| 9 mm Luger                             | 9,01                                      | .355                                      | 29,70                                     | 19,15                                     | 8-12                                      | 124-180                                   | 330                                       | 400                                       | 480                                       | 550                                       | 124                       | 360                       | 520                       | 2,89                      |
| 9 mm Imi                               | 9,01                                      | .355                                      | 29,70                                     | 21,15                                     | 8-12                                      | 124-180                                   | 330                                       | 400                                       | 480                                       | 550                                       | 124                       | 360                       | 520                       | 2,89                      |
| .38 super auto                         | 9,04                                      | .356                                      | 32,51                                     | 22,86                                     | 8-10                                      | 124-154                                   | 370                                       | 430                                       | 570                                       | 740                                       | 130                       | 370                       | 580                       | 3,12                      |
| .357 SIG                               | 9,06                                      | .357                                      | 28,96                                     | 21,97                                     | 6,5-8                                     | 100-124                                   | 410                                       | 490                                       | 690                                       | 820                                       | 125                       | 413                       | 692                       | 3,34                      |
| .40 S&W                                | 10,17                                     | .400                                      | 28,80                                     | 21,60                                     | 8,7-13                                    | 135 - 200                                 | 300                                       | 340                                       | 500                                       | 700                                       | 180                       | 295                       | 510                       | 3,44                      |
| 10 mm Auto                             | 10,17                                     | .400                                      | 32,00                                     | 25,20                                     | 9-15                                      | 140 - 230                                 | 350                                       | 490                                       | 680                                       | 960                                       | 180                       | 380                       | 996                       | 4,82                      |
| .45 ACP                                | 11,43                                     | .450                                      | 32,40                                     | 22,80                                     | 11-15                                     | 170 - 230                                 | 255                                       | 340                                       | 480                                       | 670                                       | 230                       | 260                       | 510                       | 3,87                      |
| .45 GAP                                | 11,43                                     | .450                                      | 27,20                                     | 19,20                                     | 11-15                                     | 170 - 230                                 | 255                                       | 340                                       | 480                                       | 670                                       | 200                       | 310                       | 624                       | 4,03                      |
| .454 Casull                            | 11,48                                     | .452                                      | 45,00                                     | 35,10                                     | 16 - 26                                   | 240 - 400                                 | 430                                       | 580                                       | 2 300                                     | 2 600                                     | 300                       | 500                       | 2 460                     | 9,72                      |
| .50 AE                                 | 12,70                                     | .500                                      | 40,90                                     | 32,60                                     | 19 - 21                                   | 300 - 325                                 | 440                                       | 470                                       | 1 900                                     | 2 200                                     | 300                       | 470                       | 2 150                     | 9,13                      |
| Munitions de revolver                  |                                           |                                           |                                           |                                           |                                           |                                           |                                           |                                           |                                           |                                           |                           |                           |                           |                           |
| .22 LR                                 | 5,56                                      | .223                                      | 25,40                                     | 15,60                                     | 1,9 - 2,6                                 | 30 - 40                                   | 370                                       | 500                                       | 180                                       | 260                                       | 32                        | 440                       | 200                       | 0,91                      |
| .22 Magnum                             | 5,56                                      | .223                                      | 34,30                                     | 26,80                                     | 1,9 - 3,2                                 | 30 - 50                                   | 470                                       | 700                                       | 410                                       | 440                                       | 40                        | 572                       | 430                       | 1,48                      |
| .38 Special                            | 9,06                                      | .357                                      | 39,00                                     | 29,30                                     | 8-10                                      | 124-154                                   | 270                                       | 350                                       | 300                                       | 450                                       | 158                       | 295                       | 435                       | 3,02                      |
| .357 Magnum                            | 9,06                                      | .357                                      | 40,00                                     | 33,00                                     | 8-12                                      | 124-180                                   | 380                                       | 520                                       | 780                                       | 1 090                                     | 158                       | 395                       | 796                       | 4,04                      |
| .41 Magnum                             | 10,40                                     | .410                                      | 40,40                                     | 32,80                                     | 11 - 17                                   | 170 - 260                                 | 380                                       | 480                                       | 900                                       | 1 800                                     | 210                       | 375                       | 956                       | 5,10                      |
| .44 Magnum                             | 10,90                                     | .429                                      | 41,00                                     | 32,60                                     | 16 - 22                                   | 240 - 340                                 | 350                                       | 450                                       | 1 000                                     | 1 800                                     | 240                       | 360                       | 1 010                     | 5,59                      |
| .460 S&W Magnum                        | 11,48                                     | .452                                      | 58,40                                     | 46,00                                     | 13 - 26                                   | 200 - 400                                 | 465                                       | 700                                       | 2 700                                     | 3 800                                     | 260                       | 630                       | 3 340                     | 10,64                     |

## Dérivés
Le .45 Auto a donné naissance à d'autres munitions :
- le .45 Auto Rim (version pour revolver avec un étui à bourrelet pour en faciliter l'éjection du barillet) ;
- le .451 Detonics (version survitaminée) ;
- le .45 HP (version à étui raccourci d'un millimètre, créée pour contourner les lois en Italie) ;
- le .45 GAP (version à étui et longueur totale raccourcis, créée par Glock pour être utilisable dans des armes compactes).

## Données techniques
Les caractéristiques de cette munition sont variables en fonction des chargements et du type de balles employé. La munition militaire standard présente les caractéristiques suivantes :
- balle : ogive blindée (FMJ) ;
- désignation métrique : 11,43 × 23 mm ;
- masse de la balle : 15 g ;
- masse de la cartouche : 21,5 g ;
- vitesse à la bouche : 255 m/s ;
- énergie : 609 J.